# Statistiky ATP World Tour 2011
Statistiky ATP World Tour 2011 představují konečný přehled vyhraných titulů, pořadí hráčů na světovém žebříčku, největších výdělků a sledovaných parametrů herní činnosti v sezóně 2011 nejvyšší úrovně mužského profesionálního tenisu.
Světovou jedničkou ve dvouhře byl na konci sezóny klasifikován Srb Novak Djoković. Pozici prvního páru světa pak obhájili američtí bratři Bob a Mike Bryanovi.
Nejvíce turnajů ve dvouhře vyhrál Novak Djoković (10) a ve čtyřhře pak Bob a Mike Bryanovi (8).
V pořadí států bylo nejúspěšnější Španělsko, když jeho hráči získali 13 titulů ve dvouhře a celkově 17 turnajových vítězství. Absolutně nejvíce 36 trofejí si připsaly Spojené státy americké, ale pouze šest jich nasbíraly ve dvouhře.

## Vyhrané turnaje

### Dvouhra – pořadí hráčů
| Poř. | Tituly | Hráč                  | Stát                   |
| 1.   | 10     | Novak Djoković        | Srbsko                 |
| 2.   | 5      | Andy Murray           | Spojené království     |
| 3.   | 4      | Robin Söderling       | Švédsko                |
| 3.   | 4      | Roger Federer         | Švýcarsko              |
| 4.   | 3      | Nicolás Almagro       | Španělsko              |
| 4.   | 3      | Rafael Nadal          | Španělsko              |
| 5.   | 2      | David Ferrer          | Španělsko              |
| 5.   | 2      | Juan Martín del Potro | Argentina              |
| 5.   | 2      | Gilles Simon          | Francie                |
| 5.   | 2      | John Isner            | Spojené státy americké |
| 5.   | 2      | Janko Tipsarević      | Srbsko                 |
| 5.   | 2      | Jo-Wilfried Tsonga    | Francie                |
| 5.   | 2      | Marcel Granollers     | Španělsko              |
| 6.   | 1      | Stanislas Wawrinka    | Švýcarsko              |
| 6.   | 1      | Kevin Anderson        | Jižní Afrika           |
| 6.   | 1      | Ivan Dodig            | Chorvatsko             |
| 6.   | 1      | Tommy Robredo         | Španělsko              |
| 6.   | 1      | Milos Raonic          | Kanada                 |
| 6.   | 1      | Andy Roddick          | Spojené státy americké |
| 6.   | 1      | Pablo Andújar         | Španělsko              |
| 6.   | 1      | Ryan Sweeting         | Spojené státy americké |
| 6.   | 1      | Nikolaj Davyděnko     | Rusko                  |
| 6.   | 1      | Philipp Kohlschreiber | Německo                |
| 6.   | 1      | Dmitrij Tursunov      | Rusko                  |
| 6.   | 1      | Andreas Seppi         | Itálie                 |
| 6.   | 1      | Juan Carlos Ferrero   | Španělsko              |
| 6.   | 1      | Mardy Fish            | Spojené státy americké |
| 6.   | 1      | Ernests Gulbis        | Lotyšsko               |
| 6.   | 1      | Alexandr Dolgopolov   | Ukrajina               |
| 6.   | 1      | Robin Haase           | Nizozemsko             |
| 6.   | 1      | Radek Štěpánek        | Česko                  |
| 6.   | 1      | Florian Mayer         | Německo                |
| 6.   | 1      | Tomáš Berdych         | Česko                  |
| 6.   | 1      | Gaël Monfils          | Francie                |
| 6.   | 1      | Marin Čilić           | Chorvatsko             |

### Dvouhra – pořadí států
| Poř. | Stát                   | Tituly |
| 1.   | Španělsko              | 13     |
| 2.   | Srbsko                 | 12     |
| 3.   | Spojené státy americké | 5      |
| 3.   | Spojené království     | 5      |
| 3.   | Francie                | 5      |
| 3.   | Chile                  | 5      |
| 4.   | Švédsko                | 4      |
| 5.   | Argentina              | 2      |
| 5.   | Rusko                  | 2      |
| 5.   | Německo                | 2      |
| 5.   | Česko                  | 2      |
| 5.   | Chorvatsko             | 2      |
| 6.   | Jižní Afrika           | 1      |
| 6.   | Kanada                 | 1      |
| 6.   | Itálie                 | 1      |
| 6.   | Lotyšsko               | 1      |
| 6.   | Ukrajina               | 1      |
| 6.   | Nizozemsko             | 1      |

### Čtyřhra – pořadí hráčů
| Poř. | Tituly | Hráč                | Stát                   |
| 1.   | 8      | Bob Bryan           | Spojené státy americké |
| 1.   | 8      | Mike Bryan          | Spojené státy americké |
| 2.   | 4      | Horia Tecău         | Rumunsko               |
| 2.   | 4      | František Čermák    | Česko                  |
| 2.   | 4      | Michaël Llodra      | Francie                |
| 2.   | 4      | Nenad Zimonjić      | Srbsko                 |
| 2.   | 4      | Ajsám Kúreší        | Pákistán               |
| 2.   | 4      | Max Mirnyjj         | Bělorusko              |
| 2.   | 4      | Daniel Nestor       | Kanada                 |
| 3.   | 3      | Mahesh Bhupathi     | Indie                  |
| 3.   | 3      | Leander Paes        | Indie                  |
| 3.   | 3      | Jürgen Melzer       | Rakousko               |
| 3.   | 3      | Philipp Petzschner  | Německo                |
| 3.   | 3      | Daniele Bracciali   | Itálie                 |
| 3.   | 3      | Oliver Marach       | Rakousko               |
| 3.   | 3      | Eric Butorac        | Spojené státy americké |
| 3.   | 3      | Jean-Julien Rojer   | Nizozemské Antily      |
| 3.   | 3      | Filip Polášek       | Slovensko              |
| 3.   | 3      | Rohan Bopanna       | Indie                  |
| 4.   | 2      | Lukáš Dlouhý        | Česko                  |
| 4.   | 2      | Paul Hanley         | Austrálie              |
| 4.   | 2      | Marcelo Melo        | Brazílie               |
| 4.   | 2      | Bruno Soares        | Brazílie               |
| 4.   | 2      | Scott Lipsky        | Spojené státy americké |
| 4.   | 2      | Rajeev Ram          | Spojené státy americké |
| 4.   | 2      | Robert Lindstedt    | Švédsko                |
| 4.   | 2      | Matthew Ebden       | Austrálie              |
| 4.   | 2      | Xavier Malisse      | Belgie                 |
| 4.   | 2      | Simone Bolelli      | Itálie                 |
| 4.   | 2      | Santiago González   | Mexiko                 |
| 4.   | 2      | Jamie Murray        | Spojené království     |
| 5.   | 1      | Marc López          | Španělsko              |
| 5.   | 1      | Rafael Nadal        | Španělsko              |
| 5.   | 1      | Marcel Granollers   | Španělsko              |
| 5.   | 1      | Tommy Robredo       | Španělsko              |
| 5.   | 1      | James Cerretani     | Spojené státy americké |
| 5.   | 1      | Adil Shamasdin      | Kanada                 |
| 5.   | 1      | Dick Norman         | Belgie                 |
| 5.   | 1      | Robin Haase         | Nizozemsko             |
| 5.   | 1      | Ken Skupski         | Spojené království     |
| 5.   | 1      | Leonardo Mayer      | Argentina              |
| 5.   | 1      | Serhij Stachovskyj  | Ukrajina               |
| 5.   | 1      | Michail Južnyj      | Rusko                  |
| 5.   | 1      | Victor Hănescu      | Rumunsko               |
| 5.   | 1      | Alexandr Dolgopolov | Ukrajina               |
| 5.   | 1      | Scott Lipsky        | Spojené státy americké |
| 5.   | 1      | Horacio Zeballos    | Argentina              |
| 5.   | 1      | John Isner          | Spojené státy americké |
| 5.   | 1      | Sam Querrey         | Spojené státy americké |
| 5.   | 1      | Ryan Harrison       | Spojené státy americké |
| 5.   | 1      | Alexander Peya      | Rakousko               |
| 5.   | 1      | Alex Bogomolov      | Spojené státy americké |
| 5.   | 1      | Mark Knowles        | Bahamy                 |
| 5.   | 1      | Fabio Fognini       | Itálie                 |
| 5.   | 1      | Jonatan Erlich      | Izrael                 |
| 5.   | 1      | Andy Ram            | Izrael                 |
| 5.   | 1      | André Sá            | Brazílie               |
| 5.   | 1      | Potito Starace      | Itálie                 |
| 5.   | 1      | Andy Murray         | Spojené království     |
| 5.   | 1      | Colin Fleming       | Spojené království     |
| 5.   | 1      | Ross Hutchins       | Spojené království     |

### Čtyřhra – pořadí států
| Poř. | Stát                   | Tituly |
| 1.   | Spojené státy americké | 29     |
| 2.   | Indie                  | 9      |
| 3.   | Itálie                 | 7      |
| 3.   | Rakousko               | 7      |
| 4.   | Rumunsko               | 6      |
| 4.   | Česko                  | 6      |
| 4.   | Spojené království     | 6      |
| 5.   | Brazílie               | 5      |
| 5.   | Kanada                 | 5      |
| 6.   | Španělsko              | 4      |
| 6.   | Austrálie              | 4      |
| 6.   | Francie                | 4      |
| 6.   | Srbsko                 | 4      |
| 6.   | Pákistán               | 4      |
| 6.   | Bělorusko              | 4      |
| 7.   | Belgie                 | 3      |
| 7.   | Německo                | 3      |
| 7.   | Nizozemské Antily      | 3      |
| 7.   | Slovensko              | 3      |
| 8.   | Ukrajina               | 2      |
| 8.   | Argentina              | 2      |
| 8.   | Švédsko                | 2      |
| 8.   | Mexiko                 | 2      |
| 8.   | Izrael                 | 2      |
| 9.   | Nizozemsko             | 1      |
| 9.   | Rusko                  | 1      |
| 9.   | Bahamy                 | 1      |

### Celkové pořadí hráčů
| Poř. | Stát                  | ve dvouhře | ve čtyřhře | v mixu | Celken |
| 1.   | Novak Djoković        | 10         | 0          | 0      | 10     |
| 2.   | Andy Murray           | 5          | 1          | 0      | 6      |
| 3.   | Robin Söderling       | 4          | 0          | 0      | 4      |
| 3.   | Roger Federer         | 4          | 0          | 0      | 4      |
| 4.   | Rafael Nadal          | 3          | 1          | 0      | 4      |
| 5.   | Nicolás Almagro       | 3          | 0          | 0      | 3      |
| 6.   | John Isner            | 2          | 1          | 0      | 3      |
| 6.   | Marcel Granollers     | 2          | 1          | 0      | 3      |
| 7.   | Juan Martín del Potro | 2          | 0          | 0      | 2      |
| 7.   | David Ferrer          | 2          | 0          | 0      | 2      |
| 7.   | Gilles Simon          | 2          | 0          | 0      | 2      |
| 7.   | Janko Tipsarević      | 2          | 0          | 0      | 2      |
| 7.   | Jo-Wilfried Tsonga    | 2          | 0          | 0      | 2      |
| 8.   | Tommy Robredo         | 1          | 1          | 0      | 2      |
| 8.   | Alexandr Dolgopolov   | 1          | 1          | 0      | 2      |
| 8.   | Robin Haase           | 1          | 1          | 0      | 2      |
| 9.   | Stanislas Wawrinka    | 1          | 0          | 0      | 1      |
| 9.   | Kevin Anderson        | 1          | 0          | 0      | 1      |
| 9.   | Ivan Dodig            | 1          | 0          | 0      | 1      |
| 9.   | Milos Raonic          | 1          | 0          | 0      | 1      |
| 9.   | Andy Roddick          | 1          | 0          | 0      | 1      |
| 9.   | Pablo Andújar         | 1          | 0          | 0      | 1      |
| 9.   | Ryan Sweeting         | 1          | 0          | 0      | 1      |
| 9.   | Nikolaj Davyděnko     | 1          | 0          | 0      | 1      |
| 9.   | Philipp Kohlschreiber | 1          | 0          | 0      | 1      |
| 9.   | Dmitrij Tursunov      | 1          | 0          | 0      | 1      |
| 9.   | Andreas Seppi         | 1          | 0          | 0      | 1      |
| 9.   | Juan Carlos Ferrero   | 1          | 0          | 0      | 1      |
| 9.   | Mardy Fish            | 1          | 0          | 0      | 1      |
| 9.   | Ernests Gulbis        | 1          | 0          | 0      | 1      |
| 9.   | Radek Štěpánek        | 1          | 0          | 0      | 1      |
| 9.   | Florian Mayer         | 1          | 0          | 0      | 1      |
| 9.   | Tomáš Berdych         | 1          | 0          | 0      | 1      |
| 9.   | Gaël Monfils          | 1          | 0          | 0      | 1      |
| 9.   | Marin Čilić           | 1          | 0          | 0      | 1      |
| 10.  | Bob Bryan             | 0          | 7          | 1      | 8      |
| 11.  | Mike Bryan            | 0          | 7          | 0      | 7      |
| 12.  | Horia Tecău           | 0          | 5          | 0      | 5      |
| 13.  | Daniel Nestor         | 0          | 4          | 1      | 5      |
| 14.  | František Čermák      | 0          | 4          | 0      | 4      |
| 14.  | Michaël Llodra        | 0          | 4          | 0      | 4      |
| 14.  | Nenad Zimonjić        | 0          | 4          | 0      | 4      |
| 14.  | Ajsám Kúreší          | 0          | 4          | 0      | 4      |
| 14.  | Max Mirnyj            | 0          | 4          | 0      | 4      |
| 15.  | Jürgen Melzer         | 0          | 3          | 1      | 4      |
| 16.  | Mahesh Bhupathi       | 0          | 3          | 0      | 3      |
| 16.  | Leander Paes          | 0          | 3          | 0      | 3      |
| 16.  | Philipp Petzschner    | 0          | 3          | 0      | 3      |
| 16.  | Daniele Bracciali     | 0          | 3          | 0      | 3      |
| 16.  | Oliver Marach         | 0          | 3          | 0      | 3      |
| 16.  | Eric Butorac          | 0          | 3          | 0      | 3      |
| 16.  | Jean-Julien Rojer     | 0          | 3          | 0      | 3      |
| 16.  | Filip Polášek         | 0          | 3          | 0      | 3      |
| 16.  | Rohan Bopanna         | 0          | 3          | 0      | 3      |
| 17.  | Lukáš Dlouhý          | 0          | 2          | 0      | 2      |
| 17.  | Paul Hanley           | 0          | 2          | 0      | 2      |
| 17.  | Marcelo Melo          | 0          | 2          | 0      | 2      |
| 17.  | Bruno Soares          | 0          | 2          | 0      | 2      |
| 17.  | Scott Lipsky          | 0          | 2          | 0      | 2      |
| 17.  | Rajeev Ram            | 0          | 2          | 0      | 2      |
| 17.  | Robert Lindstedt      | 0          | 2          | 0      | 2      |
| 17.  | Matthew Ebden         | 0          | 2          | 0      | 2      |
| 17.  | Xavier Malisse        | 0          | 2          | 0      | 2      |
| 17.  | Simone Bolelli        | 0          | 2          | 0      | 2      |
| 17.  | Santiago González     | 0          | 2          | 0      | 2      |
| 17.  | Jamie Murray          | 0          | 2          | 0      | 2      |
| 18.  | Scott Lipsky          | 0          | 1          | 1      | 2      |
| 19.  | Marc López            | 0          | 1          | 0      | 1      |
| 19.  | James Cerretani       | 0          | 1          | 0      | 1      |
| 19.  | Adil Shamasdin        | 0          | 1          | 0      | 1      |
| 19.  | Dick Norman           | 0          | 1          | 0      | 1      |
| 19.  | Ken Skupski           | 0          | 1          | 0      | 1      |
| 19.  | Leonardo Mayer        | 0          | 1          | 0      | 1      |
| 19.  | Serhij Stachovskyj    | 0          | 1          | 0      | 1      |
| 19.  | Michail Južnyj        | 0          | 1          | 0      | 1      |
| 19.  | Victor Hănescu        | 0          | 1          | 0      | 1      |
| 19.  | Horacio Zeballos      | 0          | 1          | 0      | 1      |
| 19.  | Sam Querrey           | 0          | 1          | 0      | 1      |
| 19.  | Ryan Harrison         | 0          | 1          | 0      | 1      |
| 19.  | Alexander Peya        | 0          | 1          | 0      | 1      |
| 19.  | Alex Bogomolov        | 0          | 1          | 0      | 1      |
| 19.  | Mark Knowles          | 0          | 1          | 0      | 1      |
| 19.  | Fabio Fognini         | 0          | 1          | 0      | 1      |
| 19.  | Jonatan Erlich        | 0          | 1          | 0      | 1      |
| 19.  | Andy Ram              | 0          | 1          | 0      | 1      |
| 19.  | André Sá              | 0          | 1          | 0      | 1      |
| 19.  | Potito Starace        | 0          | 1          | 0      | 1      |
| 19.  | Colin Fleming         | 0          | 1          | 0      | 1      |
| 19.  | Ross Hutchins         | 0          | 1          | 0      | 1      |
| 20.  | Jack Sock             | 0          | 0          | 1      | 1      |

### Celkové pořadí států
| Poř. | Stát                   | ve dvouhře | ve čtyřhře | v mixu | Celken |
| 1.   | Španělsko              | 13         | 4          | 0      | 17     |
| 2.   | Srbsko                 | 12         | 4          | 0      | 16     |
| 3.   | Spojené státy americké | 5          | 29         | 2      | 36     |
| 4.   | Spojené království     | 5          | 6          | 0      | 11     |
| 5.   | Francie                | 5          | 4          | 0      | 9      |
| 6.   | Chile                  | 5          | 0          | 0      | 5      |
| 7.   | Švédsko                | 4          | 2          | 0      | 6      |
| 8.   | Česko                  | 2          | 6          | 0      | 8      |
| 9.   | Německo                | 2          | 3          | 0      | 5      |
| 10.  | Argentina              | 2          | 2          | 0      | 4      |
| 11.  | Chorvatsko             | 2          | 0          | 0      | 2      |
| 12.  | Itálie                 | 1          | 7          | 0      | 8      |
| 13.  | Kanada                 | 1          | 5          | 1      | 7      |
| 14.  | Ukrajina               | 1          | 2          | 0      | 3      |
| 15.  | Rusko                  | 1          | 1          | 0      | 2      |
| 15.  | Nizozemsko             | 1          | 1          | 0      | 2      |
| 16.  | Jižní Afrika           | 1          | 0          | 0      | 1      |
| 16.  | Lotyšsko               | 1          | 0          | 0      | 1      |
| 17.  | Indie                  | 0          | 9          | 0      | 9      |
| 18.  | Rakousko               | 0          | 7          | 1      | 8      |
| 19.  | Rumunsko               | 0          | 5          | 0      | 5      |
| 19.  | Brazílie               | 0          | 5          | 0      | 5      |
| 20.  | Austrálie              | 0          | 4          | 0      | 4      |
| 20.  | Pákistán               | 0          | 4          | 0      | 4      |
| 20.  | Bělorusko              | 0          | 4          | 0      | 4      |
| 21.  | Belgie                 | 0          | 3          | 0      | 3      |
| 21.  | Nizozemské Antily      | 0          | 3          | 0      | 3      |
| 21.  | Slovensko              | 0          | 3          | 0      | 3      |
| 22.  | Mexiko                 | 0          | 2          | 0      | 2      |
| 22.  | Izrael                 | 0          | 2          | 0      | 2      |
| 23.  | Bahamy                 | 0          | 1          | 0      | 1      |

## Tituly

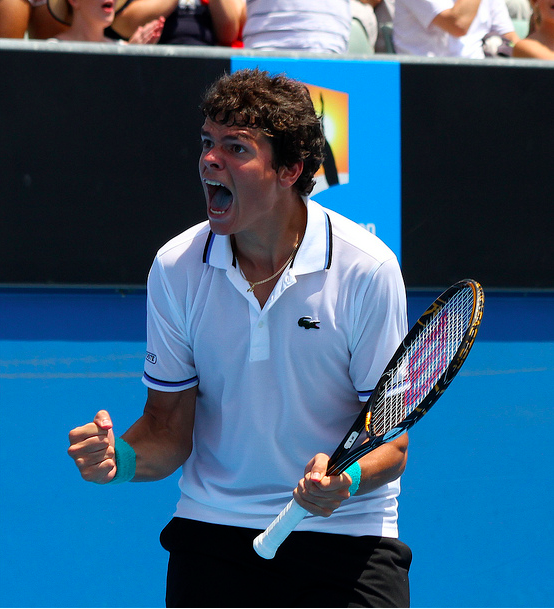
20letý nováček roku Milos Raonic vyhrál první singlový turnaj na ATP World Tour v San Jose, když ve finále zdolal obhájce Verdasca.

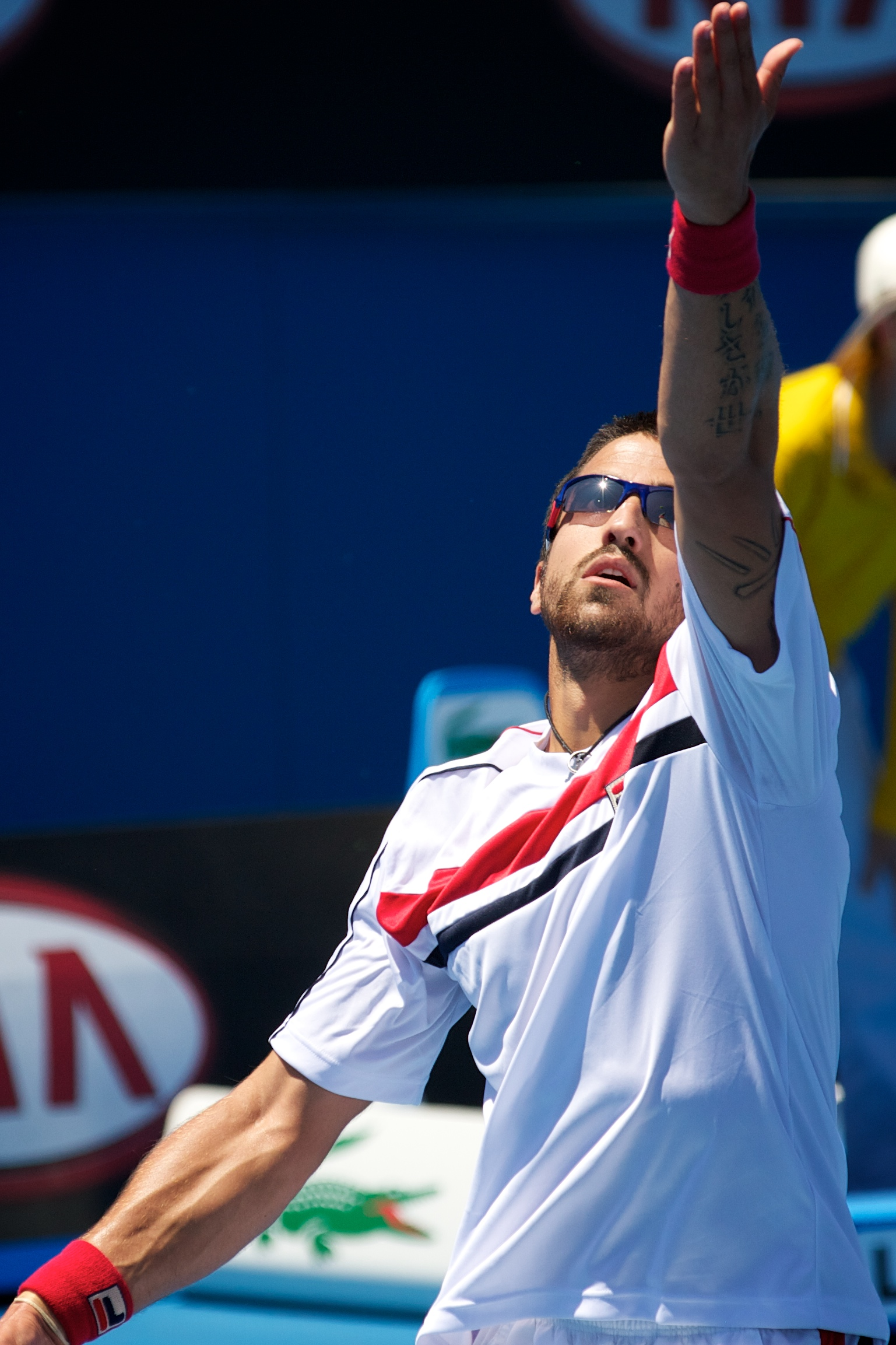
27letý Janko Tipsarević potvrdil vzestup až na 9. místo výhrou v Kuala Lumpur, když ve finále porazil Baghdatise.

### Premiérové tituly
Následující hráči získali první turnajové vítězství na okruhu ATP ve dvouhře, čtyřhře či smíšené čtyřhře:
- Adil Shamasdin – Johannesburg (čtyřhra)
- Kevin Anderson – Johannesburg (dvouhra)
- Ivan Dodig – Záhřeb (dvouhra)
- Milos Raonic – San Jose (dvouhra)
- Robin Haase – Marseille (čtyřhra), Kitzbühel (dvouhra)
- Leonardo Mayer – Buenos Aires (čtyřhra)
- Alexandr Dolgopolov – Indian Wells (čtyřhra), Umag (dvouhra)
- Pablo Andújar – Casablanca (dvouhra)
- Ryan Sweeting – Houston (dvouhra)
- Simone Bolelli – Mnichov (čtyřhra)
- Scott Lipsky – French Open  (smíšená čtyřhra)
- Andreas Seppi – Eastbourne (dvouhra)
- Jürgen Melzer – Wimbledon  (smíšená čtyřhra)
- Matthew Ebden – Newport (čtyřhra)
- Ryan Harrison – Newport (čtyřhra)
- Alex Bogomolov – Atlanta (čtyřhra)
- Alexander Peya – Hamburk (čtyřhra)
- Fabio Fognini – Umag (čtyřhra)
- Jack Sock – US Open (smíšená čtyřhra)
- Florian Mayer – Bukurešť (dvouhra)
- Janko Tipsarević – Kuala Lumpur (dvouhra)

### Obhájené tituly
Následující hráči obhájili titul ve dvouhře, čtyřhře či smíšené čtyřhře:
- Bob Bryan – Australian Open (mužská čtyřhra), Houston (čtyřhra), Madrid (čtyřhra)
- Mike Bryan – Australian Open (mužská čtyřhra), Houston (čtyřhra), Madrid (čtyřhra)
- Robin Söderling – Rotterdam (dvouhra)
- Novak Djoković – Dubaj (dvouhra)
- Robert Lindstedt – Casablanca (čtyřhra), Båstad (čtyřhra)
- Horia Tecău – Casablanca (čtyřhra), (čtyřhra), Båstad (čtyřhra)
- Rafael Nadal – Monte Carlo (dvouhra), French Open (dvouhra)
- Daniel Nestor – French Open (čtyřhra), ATP World Tour Finals (čtyřhra)
- Mardy Fish – Atlanta (dvouhra)
- Andy Murray – Šanghaj (dvouhra)
- Roger Federer – Basilej (dvouhra), ATP World Tour Finals (dvouhra)

## Žebříček ATP
Níže je hodnocení 20 nejlepších hráčů ve dvouhře, čtyřhře a deseti párů na žebříčku ATP ke konci ATP World Tour 2010, a v závěru sezóny 2011. Uveden je počet dosažených bodů, odehraných turnajů, nejvyšší (max) a nejnižší (min) postavení během roku, respektive změna na žebříčku v intervalu 2010–2011. Levá tabulka uvádí stav na konci sezóny 2010.

### Dvouhra
| stav k 27. prosinci 2010 | stav k 27. prosinci 2010 | stav k 27. prosinci 2010 | stav k 27. prosinci 2010 |
| Poř.                     | Hráč                     | Body                     |                          |
| ------------------------ | ------------------------ | ------------------------ | ------------------------ |
| 1.                       | Rafael Nadal             | 12,450                   |                          |
| 2.                       | Roger Federer            | 9,145                    |                          |
| 3.                       | Novak Djoković           | 6,035                    |                          |
| 4.                       | Andy Murray              | 5,760                    |                          |
| 5.                       | Robin Söderling          | 5,580                    |                          |
| 6.                       | Tomáš Berdych            | 3,955                    |                          |
| 7.                       | David Ferrer             | 3,735                    |                          |
| 8.                       | Andy Roddick             | 3,665                    |                          |
| 9.                       | Fernando Verdasco        | 3,240                    |                          |
| 10.                      | Michail Južnyj           | 2,920                    |                          |
| 11.                      | Jürgen Melzer            | 2,785                    |                          |
| 12.                      | Gaël Monfils             | 2,560                    |                          |
| 13.                      | Jo-Wilfried Tsonga       | 2,345                    |                          |
| 14.                      | Marin Čilić              | 2,300                    |                          |
| 15.                      | Nicolás Almagro          | 2,160                    |                          |
| 16.                      | Mardy Fish               | 1,991                    |                          |
| 17.                      | Ivan Ljubičić            | 1,965                    |                          |
| 18.                      | Sam Querrey              | 1,860                    |                          |
| 19.                      | John Isner               | 1,850                    |                          |
| 20.                      | Marcos Baghdatis         | 1,785                    |                          |

| stav k 26. prosinci 2011 | stav k 26. prosinci 2011 | stav k 26. prosinci 2011 | stav k 26. prosinci 2011 | stav k 26. prosinci 2011 | stav k 26. prosinci 2011 | stav k 26. prosinci 2011 | stav k 26. prosinci 2011 |
| Poř.                     | Hráč                     | Body                     | Turnajů                  | Poř.'10                  | Max                      | Min                      | '10→'11                  |
| ------------------------ | ------------------------ | ------------------------ | ------------------------ | ------------------------ | ------------------------ | ------------------------ | ------------------------ |
| 1.                       | Novak Djoković           | 13,675                   | 19                       | 3                        | 1                        | 3                        | ▲ 2                      |
| 2.                       | Rafael Nadal             | 9,575                    | 20                       | 1                        | 1                        | 2                        | ▼ 1                      |
| 3.                       | Roger Federer            | 8,170                    | 19                       | 2                        | 2                        | 4                        | ▼ 1                      |
| 4.                       | Andy Murray              | 7,380                    | 19                       | 4                        | 3                        | 5                        | ▬ =                      |
| 5.                       | David Ferrer             | 4,880                    | 23                       | 7                        | 5                        | 7                        | ▲ 2                      |
| 6.                       | Jo-Wilfried Tsonga       | 4,335                    | 25                       | 13                       | 6                        | 22                       | ▲ 7                      |
| 7.                       | Tomáš Berdych            | 3,700                    | 24                       | 6                        | 6                        | 10                       | ▼ 1                      |
| 8.                       | Mardy Fish               | 2,965                    | 24                       | 16                       | 7                        | 17                       | ▲ 8                      |
| 9.                       | Janko Tipsarević         | 2,595                    | 28                       | 49                       | 9                        | 52                       | ▲ 40                     |
| 10.                      | Nicolás Almagro          | 2,380                    | 27                       | 15                       | 9                        | 15                       | ▲ 5                      |
| 11.                      | Juan Martín del Potro    | 2,315                    | 22                       | 258                      | 11                       | 485                      | ▲ 247                    |
| 12.                      | Gilles Simon             | 2,165                    | 28                       | 41                       | 11                       | 41                       | ▲ 29                     |
| 13.                      | Robin Söderling          | 2,120                    | 22                       | 5                        | 4                        | 13                       | ▼ 8                      |
| 14.                      | Andy Roddick             | 1,940                    | 20                       | 8                        | 8                        | 21                       | ▼ 6                      |
| 15.                      | Gaël Monfils             | 1,935                    | 23                       | 12                       | 7                        | 15                       | ▼ 3                      |
| 16.                      | Alexandr Dolgopolov      | 1,925                    | 30                       | 48                       | 16                       | 49                       | ▲ 32                     |
| 17.                      | Stanislas Wawrinka       | 1,820                    | 23                       | 21                       | 13                       | 21                       | ▲ 4                      |
| 18.                      | John Isner               | 1,800                    | 25                       | 19                       | 18                       | 47                       | ▲ 1                      |
| 19.                      | Richard Gasquet          | 1,765                    | 21                       | 30                       | 11                       | 33                       | ▲ 11                     |
| 20.                      | Feliciano López          | 1,755                    | 28                       | 32                       | 20                       | 44                       | ▲ 12                     |

### Čtyřhra (jednotlivci)
| stav k 27. prosinci 2010 | stav k 27. prosinci 2010 | stav k 27. prosinci 2010 | stav k 27. prosinci 2010 |
| Poř.                     | Hráč                     | Body                     |                          |
| ------------------------ | ------------------------ | ------------------------ | ------------------------ |
| 1.                       | Bob Bryan                | 11,500                   |                          |
| =                        | Mike Bryan               | 11,500                   |                          |
| 3.                       | Daniel Nestor            | 9,150                    |                          |
| =                        | Nenad Zimonjić           | 9,150                    |                          |
| 5.                       | Leander Paes             | 5,150                    |                          |
| 6.                       | Mahesh Bhupathi          | 5,085                    |                          |
| 7.                       | Max Mirnyj               | 5,070                    |                          |
| 8.                       | Jürgen Melzer            | 4,410                    |                          |
| 9.                       | Lukáš Dlouhý             | 4,315                    |                          |
| 10.                      | Łukasz Kubot             | 4,140                    |                          |
| 11.                      | Oliver Marach            | 4,050                    |                          |
| 12.                      | Mariusz Fyrstenberg      | 3,850                    |                          |
| =                        | Marcin Matkowski         | 3,850                    |                          |
| 14.                      | Wesley Moodie            | 3,500                    |                          |
| 15.                      | Marc López               | 3,385                    |                          |
| 16.                      | Rohan Bopanna            | 3,370                    |                          |
| 17.                      | Dick Norman              | 3,350                    |                          |
| 18.                      | Ajsám Kúreší             | 3,268                    |                          |
| 19.                      | Horia Tecău              | 3,250                    |                          |
| 20.                      | Philipp Petzschner       | 3,200                    |                          |

| stav k 26. prosinci 2011 | stav k 26. prosinci 2011 | stav k 26. prosinci 2011 | stav k 26. prosinci 2011 | stav k 26. prosinci 2011 | stav k 26. prosinci 2011 | stav k 26. prosinci 2011 | stav k 26. prosinci 2011 |
| Poř.                     | Hráč                     | Body                     | Turnajů                  | Poř.'10                  | Max                      | Min                      | '10→'11                  |
| ------------------------ | ------------------------ | ------------------------ | ------------------------ | ------------------------ | ------------------------ | ------------------------ | ------------------------ |
| 1.                       | Bob Bryan                | 9,920                    | 24                       | 1T                       | 1T                       | 1T                       | ▬ =                      |
| =                        | Mike Bryan               | 9,920                    | 24                       | 1T                       | 1T                       | 1T                       | ▬ =                      |
| 3.                       | Max Mirnyj               | 8,210                    | 23                       | 7                        | 3                        | 7                        | ▲ 4                      |
| =                        | Daniel Nestor            | 8,210                    | 24                       | 3T                       | 3                        | 5T                       | ▬ =                      |
| 5.                       | Michaël Llodra           | 7,595                    | 21                       | 29                       | 3                        | 29                       | ▲ 24                     |
| 6.                       | Nenad Zimonjić           | 7,500                    | 25                       | 3T                       | 3                        | 6                        | ▼ 3                      |
| 7.                       | Mahesh Bhupathi          | 5,270                    | 20                       | 6                        | 5                        | 7                        | ▼ 1                      |
| 8.                       | Leander Paes             | 5,170                    | 17                       | 5                        | 5                        | 11                       | ▼ 3                      |
| 9.                       | Ajsám Kúreší             | 4,720                    | 29                       | 18                       | 8                        | 20                       | ▲ 9                      |
| 10.                      | Philipp Petzschner       | 4,605                    | 29                       | 20                       | 9                        | 26                       | ▲ 10                     |
| 11.                      | Rohan Bopanna            | 4,560                    | 28                       | 16                       | 9                        | 19                       | ▲ 5                      |
| 12.                      | Horia Tecău              | 4,310                    | 30                       | 19                       | 9                        | 22                       | ▲ 7                      |
| 13.                      | Jürgen Melzer            | 4,260                    | 19                       | 8                        | 7                        | 16                       | ▼ 5                      |
| 14.                      | Marcin Matkowski         | 4,195                    | 27                       | 12T                      | 9                        | 15T                      | ▲ 2                      |
| =                        | Mariusz Fyrstenberg      | 4,195                    | 27                       | 12T                      | 10                       | 16                       | ▲ 2                      |
| 16.                      | Robert Lindstedt         | 3,910                    | 26                       | 21                       | 12                       | 22                       | ▲ 5                      |
| 17.                      | Oliver Marach            | 3,100                    | 30                       | 11                       | 9                        | 18                       | ▼ 6                      |
| 18.                      | Alexander Peya           | 2,890                    | 31                       | 103                      | 18                       | 103                      | ▲ 85                     |
| 19.                      | Bruno Soares             | 2,840                    | 32                       | 35                       | 19                       | 38                       | ▲ 16                     |
| 20.                      | Eric Butorac             | 2,700                    | 30                       | 36                       | 17T                      | 36                       | ▲ 16                     |
| =                        | Jean-Julien Rojer        | 2,700                    | 30                       | 41                       | 17                       | 41                       | ▲ 21                     |

### Čtyřhra (dvojice)
| 1.  | Bob Bryan Mike Bryan                 | 11,680 |
| 2.  | Daniel Nestor Nenad Zimonjić         | 9,580  |
| 3.  | Mahesh Bhupathi Max Mirnyj           | 5,070  |
| 4.  | Mariusz Fyrstenberg Marcin Matkowski | 4,120  |
| 5.  | Lukáš Dlouhý Leander Paes            | 4,015  |
| 6.  | Łukasz Kubot Oliver Marach           | 3,935  |
| 7.  | Wesley Moodie Dick Norman            | 3,575  |
| 8.  | Rohan Bopanna Ajsám Kúreší           | 3,265  |
| 9 . | František Čermák Michal Mertiňák     | 2,980  |
| 10. | Jürgen Melzer Philipp Petzschner     | 2,945  |

| stav k 26. prosinci 2011 | stav k 26. prosinci 2011             | stav k 26. prosinci 2011 | stav k 26. prosinci 2011 | stav k 26. prosinci 2011 | stav k 26. prosinci 2011 |
| Poř.                     | Dvojice                              | Body                     | Turnajů                  | Poř.'10                  | '10→'11                  |
| ------------------------ | ------------------------------------ | ------------------------ | ------------------------ | ------------------------ | ------------------------ |
| 1.                       | Bob Bryan Mike Bryan                 | 10,410                   | 24                       | 1                        | ▬ =                      |
| 2.                       | Max Mirnyj Daniel Nestor             | 8,480                    | 23                       | —                        | ▲ NR                     |
| 3.                       | Michaël Llodra Nenad Zimonjić        | 7,500                    | 20                       | —                        | ▲ NR                     |
| 4.                       | Mahesh Bhupathi Leander Paes         | 5,170                    | 16                       | 223                      | ▲ 219                    |
| 5.                       | Rohan Bopanna Ajsám Kúreší           | 4,650                    | 27                       | 8                        | ▲ 3                      |
| 6.                       | Robert Lindstedt Horia Tecău         | 4,240                    | 24                       | 11                       | ▲ 5                      |
| 7.                       | Jürgen Melzer Philipp Petzschner     | 4,210                    | 15                       | 10                       | ▲ 3                      |
| 8.                       | Mariusz Fyrstenberg Marcin Matkowski | 4,070                    | 26                       | 4                        | ▼ 4                      |
| 9.                       | Eric Butorac Jean-Julien Rojer       | 3,150                    | 30                       | 19                       | ▲ 10                     |
| 10.                      | Marcelo Melo Bruno Soares            | 2,345                    | 27                       | 14                       | ▲ 4                      |

## Nejvyšší výdělky
Seznam hráčů s nejvyššími výdělky v ATP World Tour 2011. Částky jsou uváděny v amerických dolarech.
| Poř.                    | Hráč               | Dvouhra     | Čtyřhra | Celkem      |
| ----------------------- | ------------------ | ----------- | ------- | ----------- |
| 1.                      | Novak Djoković     | $12,595,903 | $23,900 | $12,619,803 |
| 2.                      | Rafael Nadal       | $7,603,218  | $64,996 | $7,668,214  |
| 3.                      | Roger Federer      | $6,320,726  | $48,850 | $6,369,576  |
| 4.                      | Andy Murray        | $5,088,235  | $91,856 | $5,180,091  |
| 5.                      | Jo-Wilfried Tsonga | $3,128,436  | $45,533 | $3,173,969  |
| 6.                      | David Ferrer       | $3,104,854  | $9,050  | $3,113,904  |
| 7.                      | Tomáš Berdych      | $2,521,127  | $55,686 | $2,576,813  |
| 8.                      | Mardy Fish         | $1,830,629  | $51,462 | $1,882,091  |
| 9.                      | Janko Tipsarević   | $1,614,588  | $78,324 | $1,692,912  |
| 10.                     | Nicolás Almagro    | $1,511,185  | $59,822 | $1,571,007  |
| stav k 5. prosinci 2011 |                    |             |         |             |

## Statistiky hráčů
Statistiky nejlepších hráčů ve sledovaných charakteristikách sezóny 2011. Hodnoty jsou vyjma statistik es uváděny v procentech. Stav k 7. listopadu 2011.
| ESA  | ESA                 | ESA | ESA    |
| Poř. | Hráč                | Esa | Zápasů |
| ---- | ------------------- | --- | ------ |
| 1    | Jo-Wilfried Tsonga  | 825 | 79     |
| 2    | John Isner          | 811 | 57     |
| 3    | Feliciano López     | 734 | 62     |
| 4    | Kevin Anderson      | 719 | 69     |
| 5    | Milos Raonic        | 637 | 50     |
| 6    | Andy Roddick        | 557 | 48     |
| 7    | Alexandr Dolgopolov | 547 | 65     |
| 8    | Nicolás Almagro     | 539 | 69     |
| 9    | Ivo Karlović        | 475 | 64     |
| 10   | Andy Murray         | 474 | 65     |

| ZISK HER NA PODÁNÍ | ZISK HER NA PODÁNÍ    | ZISK HER NA PODÁNÍ | ZISK HER NA PODÁNÍ |
| Poř.               | Hráč                  | %                  | Zápasů             |
| ------------------ | --------------------- | ------------------ | ------------------ |
| 1                  | John Isner            | 90                 | 52                 |
| 2                  | Roger Federer         | 89                 | 66                 |
| 3                  | Juan Martín del Potro | 88                 | 64                 |
| 4                  | Milos Raonic          | 88                 | 49                 |
| 5                  | Andy Roddick          | 87                 | 48                 |
| 6                  | Novak Djoković        | 87                 | 71                 |
| 7                  | Jo-Wilfried Tsonga    | 87                 | 70                 |
| 8                  | Tomáš Berdych         | 86                 | 68                 |
| 9                  | Feliciano López       | 86                 | 59                 |
| 10                 | Kevin Anderson        | 86                 | 67                 |

| ODVRÁCENÉ BREJKBOLY | ODVRÁCENÉ BREJKBOLY   | ODVRÁCENÉ BREJKBOLY | ODVRÁCENÉ BREJKBOLY |
| Poř.                | Hráč                  | %                   | Zápasů              |
| ------------------- | --------------------- | ------------------- | ------------------- |
| 1                   | Juan Martín del Potro | 67                  | 64                  |
| 2                   | Feliciano López       | 67                  | 59                  |
| 3                   | Kevin Anderson        | 66                  | 67                  |
| 4                   | Milos Raonic          | 66                  | 49                  |
| 5                   | David Ferrer          | 66                  | 70                  |
| 6                   | Novak Djoković        | 66                  | 71                  |
| 7                   | Jo-Wilfried Tsonga    | 66                  | 70                  |
| 8                   | Andy Roddick          | 65                  | 48                  |
| 9                   | Alex Bogomolov        | 65                  | 46                  |
| 10                  | John Isner            | 64                  | 52                  |

| ÚSPĚŠNOST 1. SERVISU | ÚSPĚŠNOST 1. SERVISU | ÚSPĚŠNOST 1. SERVISU | ÚSPĚŠNOST 1. SERVISU |
| Poř.                 | Hráč                 | %                    | Zápasů               |
| -------------------- | -------------------- | -------------------- | -------------------- |
| 1                    | Alex Bogomolov       | 71                   | 46                   |
| 2                    | Nikolaj Davyděnko    | 71                   | 49                   |
| 3                    | Potito Starace       | 71                   | 50                   |
| 4                    | John Isner           | 69                   | 52                   |
| 5                    | Fernando Verdasco    | 69                   | 58                   |
| 6                    | Rafael Nadal         | 68                   | 79                   |
| 7                    | Kevin Anderson       | 67                   | 67                   |
| 8                    | Victor Hănescu       | 67                   | 41                   |
| 9                    | Juan Ignacio Chela   | 66                   | 53                   |
| 10                   | Juan Mónaco          | 66                   | 53                   |

| VÍTĚZNÉ BODY Z 1. SEVISU | VÍTĚZNÉ BODY Z 1. SEVISU | VÍTĚZNÉ BODY Z 1. SEVISU | VÍTĚZNÉ BODY Z 1. SEVISU |
| Poř.                     | Hráč                     | %                        | Zápasů                   |
| ------------------------ | ------------------------ | ------------------------ | ------------------------ |
| 1                        | Milos Raonic             | 79                       | 49                       |
| 2                        | Roger Federer            | 78                       | 66                       |
| 3                        | Jo-Wilfried Tsonga       | 78                       | 70                       |
| 4                        | Tomáš Berdych            | 78                       | 68                       |
| 5                        | Feliciano López          | 78                       | 59                       |
| 6                        | Ivan Ljubičić            | 77                       | 44                       |
| 7                        | Andy Roddick             | 77                       | 48                       |
| 8                        | John Isner               | 77                       | 52                       |
| 9                        | Juan Martín del Potro    | 76                       | 64                       |
| 10                       | Nicolás Almagro          | 76                       | 69                       |

| VÍTĚZNÉ BODY Z 2. SERVISU | VÍTĚZNÉ BODY Z 2. SERVISU | VÍTĚZNÉ BODY Z 2. SERVISU | VÍTĚZNÉ BODY Z 2. SERVISU |
| Poř.                      | Hráč                      | %                         | Zápasů                    |
| ------------------------- | ------------------------- | ------------------------- | ------------------------- |
| 1                         | Rafael Nadal              | 57                        | 79                        |
| 2                         | Roger Federer             | 57                        | 66                        |
| 3                         | Novak Djoković            | 56                        | 71                        |
| 4                         | Andy Roddick              | 56                        | 48                        |
| 5                         | John Isner                | 56                        | 52                        |
| 6                         | Janko Tipsarević          | 56                        | 76                        |
| 7                         | Juan Martín del Potro     | 55                        | 64                        |
| 8                         | David Ferrer              | 55                        | 70                        |
| 9                         | Mardy Fish                | 55                        | 63                        |
| 10                        | Marin Čilić               | 55                        | 65                        |

| VÍTĚZNÉ BODY PO VRÁCENÍ 1. SERVISU | VÍTĚZNÉ BODY PO VRÁCENÍ 1. SERVISU | VÍTĚZNÉ BODY PO VRÁCENÍ 1. SERVISU | VÍTĚZNÉ BODY PO VRÁCENÍ 1. SERVISU |
| Poř.                               | Hráč                               | %                                  | Zápasů                             |
| ---------------------------------- | ---------------------------------- | ---------------------------------- | ---------------------------------- |
| 1                                  | Andy Murray                        | 37                                 | 65                                 |
| 2                                  | Novak Djoković                     | 36                                 | 71                                 |
| 3                                  | Rafael Nadal                       | 35                                 | 79                                 |
| 4                                  | Juan Ignacio Chela                 | 34                                 | 53                                 |
| 5                                  | Juan Mónaco                        | 34                                 | 53                                 |
| 6                                  | Viktor Troicki                     | 34                                 | 64                                 |
| 7                                  | Nikolaj Davyděnko                  | 34                                 | 49                                 |
| 8                                  | Gaël Monfils                       | 33                                 | 53                                 |
| 9                                  | Roger Federer                      | 33                                 | 66                                 |
| 10                                 | David Ferrer                       | 33                                 | 70                                 |

| PROMĚNĚNÉ BREJKBOLY | PROMĚNĚNÉ BREJKBOLY | PROMĚNĚNÉ BREJKBOLY | PROMĚNĚNÉ BREJKBOLY |
| Poř.                | Hráč                | %                   | Zápasů              |
| ------------------- | ------------------- | ------------------- | ------------------- |
| 1                   | Xavier Malisse      | 49                  | 50                  |
| 2                   | Novak Djoković      | 48                  | 71                  |
| 3                   | Rafael Nadal        | 47                  | 79                  |
| 4                   | Andy Murray         | 47                  | 65                  |
| 5                   | Fabio Fognini       | 46                  | 51                  |
| 6                   | Juan Ignacio Chela  | 46                  | 53                  |
| 7                   | David Ferrer        | 46                  | 70                  |
| 8                   | Robin Söderling     | 46                  | 47                  |
| 9                   | Tomáš Berdych       | 45                  | 68                  |
| 10                  | Florian Mayer       | 45                  | 69                  |

| ZISK HER NA PŘÍJMU | ZISK HER NA PŘÍJMU | ZISK HER NA PŘÍJMU | ZISK HER NA PŘÍJMU |
| Poř.               | Hráč               | %                  | Zápasů             |
| ------------------ | ------------------ | ------------------ | ------------------ |
| 1                  | Novak Djoković     | 40                 | 71                 |
| 2                  | Andy Murray        | 37                 | 65                 |
| 3                  | Rafael Nadal       | 35                 | 79                 |
| 4                  | David Ferrer       | 33                 | 70                 |
| 5                  | Juan Ignacio Chela | 32                 | 53                 |
| 6                  | Juan Mónaco        | 30                 | 53                 |
| 7                  | Fabio Fognini      | 29                 | 51                 |
| 8                  | Nikolaj Davyděnko  | 29                 | 49                 |
| 9                  | Tomáš Berdych      | 29                 | 68                 |
| 10                 | Gilles Simon       | 29                 | 65                 |

## Zisk bodů do žebříčku
Zisk bodů do žebříčku ATP v sezóně 2011 vycházel z kategorie turnaje a fáze, ve které hráč vypadl.
| ↓ Kategorie/Fáze →    | Vítěz       | F          | SF        | ČF                                                                                         | R16                                                                                        | R32                                                                                        | R64                                                                                        | R128                                                                                       | QLFR                                                                                       | Q3                                                                                         | Q2                                                                                         | Q1                                                                                         |
| --------------------- | ----------- | ---------- | --------- | ------------------------------------------------------------------------------------------ | ------------------------------------------------------------------------------------------ | ------------------------------------------------------------------------------------------ | ------------------------------------------------------------------------------------------ | ------------------------------------------------------------------------------------------ | ------------------------------------------------------------------------------------------ | ------------------------------------------------------------------------------------------ | ------------------------------------------------------------------------------------------ | ------------------------------------------------------------------------------------------ |
| Grand Slam (S)        | 2000        | 1200       | 720       | 360                                                                                        | 180                                                                                        | 90                                                                                         | 45                                                                                         | 10                                                                                         | 25                                                                                         | 16                                                                                         | 8                                                                                          | 0                                                                                          |
| Grand Slam (D)        | 2000        | 1200       | 720       | 360                                                                                        | 180                                                                                        | 90                                                                                         | 45                                                                                         | –                                                                                          | –                                                                                          | –                                                                                          | –                                                                                          | –                                                                                          |
| ATP World Tour Finals | 1500^ 1100m | 1000^ 600m | 600^ 200m | (200 za každou výhru v zákl. skupině, +400 za výhru v semifinále, +500 za výhru ve finále) | (200 za každou výhru v zákl. skupině, +400 za výhru v semifinále, +500 za výhru ve finále) | (200 za každou výhru v zákl. skupině, +400 za výhru v semifinále, +500 za výhru ve finále) | (200 za každou výhru v zákl. skupině, +400 za výhru v semifinále, +500 za výhru ve finále) | (200 za každou výhru v zákl. skupině, +400 za výhru v semifinále, +500 za výhru ve finále) | (200 za každou výhru v zákl. skupině, +400 za výhru v semifinále, +500 za výhru ve finále) | (200 za každou výhru v zákl. skupině, +400 za výhru v semifinále, +500 za výhru ve finále) | (200 za každou výhru v zákl. skupině, +400 za výhru v semifinále, +500 za výhru ve finále) | (200 za každou výhru v zákl. skupině, +400 za výhru v semifinále, +500 za výhru ve finále) |
| 1000 series (96S)     | 1000        | 600        | 360       | 180                                                                                        | 90                                                                                         | 45                                                                                         | 25                                                                                         | 10                                                                                         | 16                                                                                         | 8                                                                                          | 0                                                                                          | –                                                                                          |
| 1000 series (56S/48S) | 1000        | 600        | 360       | 180                                                                                        | 90                                                                                         | 45                                                                                         | 10                                                                                         | –                                                                                          | 25                                                                                         | 16                                                                                         | 0                                                                                          | –                                                                                          |
| 1000 series (32/24D)  | 1000        | 600        | 360       | 180                                                                                        | 90                                                                                         | –                                                                                          | –                                                                                          | –                                                                                          | –                                                                                          | –                                                                                          | –                                                                                          | –                                                                                          |
| 500 series (56S/48S)  | 500         | 300        | 180       | 90                                                                                         | 45                                                                                         | 20                                                                                         | –                                                                                          | –                                                                                          | 10                                                                                         | 4                                                                                          | 0                                                                                          | –                                                                                          |
| 500 series (32S)      | 500         | 300        | 180       | 90                                                                                         | 45                                                                                         | 0                                                                                          | –                                                                                          | –                                                                                          | 20                                                                                         | 10                                                                                         | 0                                                                                          | –                                                                                          |
| 500 series (24D)      | 500         | 300        | 180       | 90                                                                                         | 45                                                                                         | 0                                                                                          | –                                                                                          | –                                                                                          | –                                                                                          | –                                                                                          | –                                                                                          | –                                                                                          |
| 500 series (16D)      | 500         | 300        | 180       | 90                                                                                         | 0                                                                                          | –                                                                                          | –                                                                                          | –                                                                                          | –                                                                                          | –                                                                                          | –                                                                                          | –                                                                                          |
| 250 series (56S)      | 250         | 150        | 90        | 45                                                                                         | 20                                                                                         | 10                                                                                         | 0                                                                                          | –                                                                                          | 5                                                                                          | 3                                                                                          | 0                                                                                          | –                                                                                          |
| 250 series (32S)      | 250         | 150        | 90        | 45                                                                                         | 20                                                                                         | 0                                                                                          | –                                                                                          | –                                                                                          | 12                                                                                         | 6                                                                                          | 0                                                                                          | –                                                                                          |
| 250 series (16D)      | 250         | 150        | 90        | 45                                                                                         | 0                                                                                          | –                                                                                          | –                                                                                          | –                                                                                          | –                                                                                          | –                                                                                          | –                                                                                          | –                                                                                          |

Legenda
- Vítěz - vítěz turnaje
- F - finalista
- SF - semifinalista
- QF - čtvrtfinalista
- R16 - osmifinalista
- R32 - 32 hráčů v kole
- R64 - 64 hráčů v kole
- R128 - 128 hráčů v kole, 1. kolo grandslamového turnaje
- QLFR - vítěz kvalifikace turnaje, postup do hlavní soutěže
- Q3 - 3. kolo kvalifikace
- Q2 - 2. kolo kvalifikace
- Q1 - 1. kolo kvalifikace
- (S) - single, dvouhra /v závorce počet startujících/
- (D) - double, čtyřhra

## Ukončení kariéry a návraty
Ukončení
- Mario Ančić, 20. února odehrál poslední zápas; dále se věnuje pouze právnické praxi (26 let)
- Kristof Vliegen, v únoru odehrál poslední zápas (29 let)
- Joachim Johansson, 18. března odehrál poslední zápas (28 let)
- Marcos Daniel, v dubnu odehrál poslední zápas (33 let)
- Stefan Koubek, 6. května odehrál poslední zápas (34 let)
- Nicolás Lapentti, 10. května odehrál poslední zápas (34 let)
- Harel Levy, v červenci odehrál poslední zápas (33 let)
- Simon Aspelin, 9. července odehrál poslední zápas (37 let)
- Kristof Vliegen, 13. července odehrál poslední zápas (29 let)
- Gastón Gaudio, 31. srpna odehrál poslední zápas (32 let)

Návrat
- Goran Ivanišević, čtyřhra na lednovém turnaji v Záhřebu s Marinem Čilićem (40 let)
- Jacco Eltingh, čtyřhra na únorovém turnaji v Rotterdamu s Haarhuisem (41 let)